# German (Nowgorod)

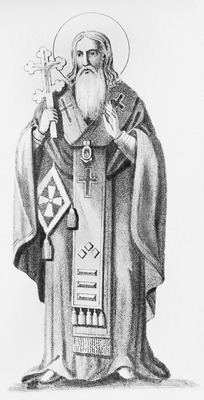
German

German († 1096 in Kiew) war von 1078 bis 1096 Bischof von Nowgorod. Er wird in der russisch-orthodoxen Kirche als Heiliger verehrt. Sein Gedenktag ist der 10. Februar.

## Leben
German war Mönch im Kiewer Höhlenkloster. Wahrscheinlich wurde er 1078 Bischof von Nowgorod. Während seiner Amtszeit wurde 1092 das erste Frauenkloster in Nowgorod gegründet. Er starb 1096.
Bei Kiew gab es ein Kloster, das nach einem German benannt war. Möglicherweise war er dessen Gründer und vor 1078 Igumen.
1439 wurde er zu einem regionalen Heiligen erklärt, 1549 zum Heiligen für die gesamte russisch-orthodoxe Kirche.